# Nauleis
 Nauleis ist ein Ortsteil der Gemeinde Priestewitz im Landkreis Meißen in Sachsen.

## Geografie und Verkehrsanbindung
Der Ort liegt etwa fünf Kilometer östlich des Kernortes Priestewitz an der Kreisstraße K 8532. Die B 101 verläuft westlich. Der Hopfenbach fließt westlich und nördlich und mündet in die östlich vom Ort liegende Talsperre Nauleis. Eine Buslinie verbindet Nauleis unter anderem mit Priestewitz und Großenhain.

## Geschichte

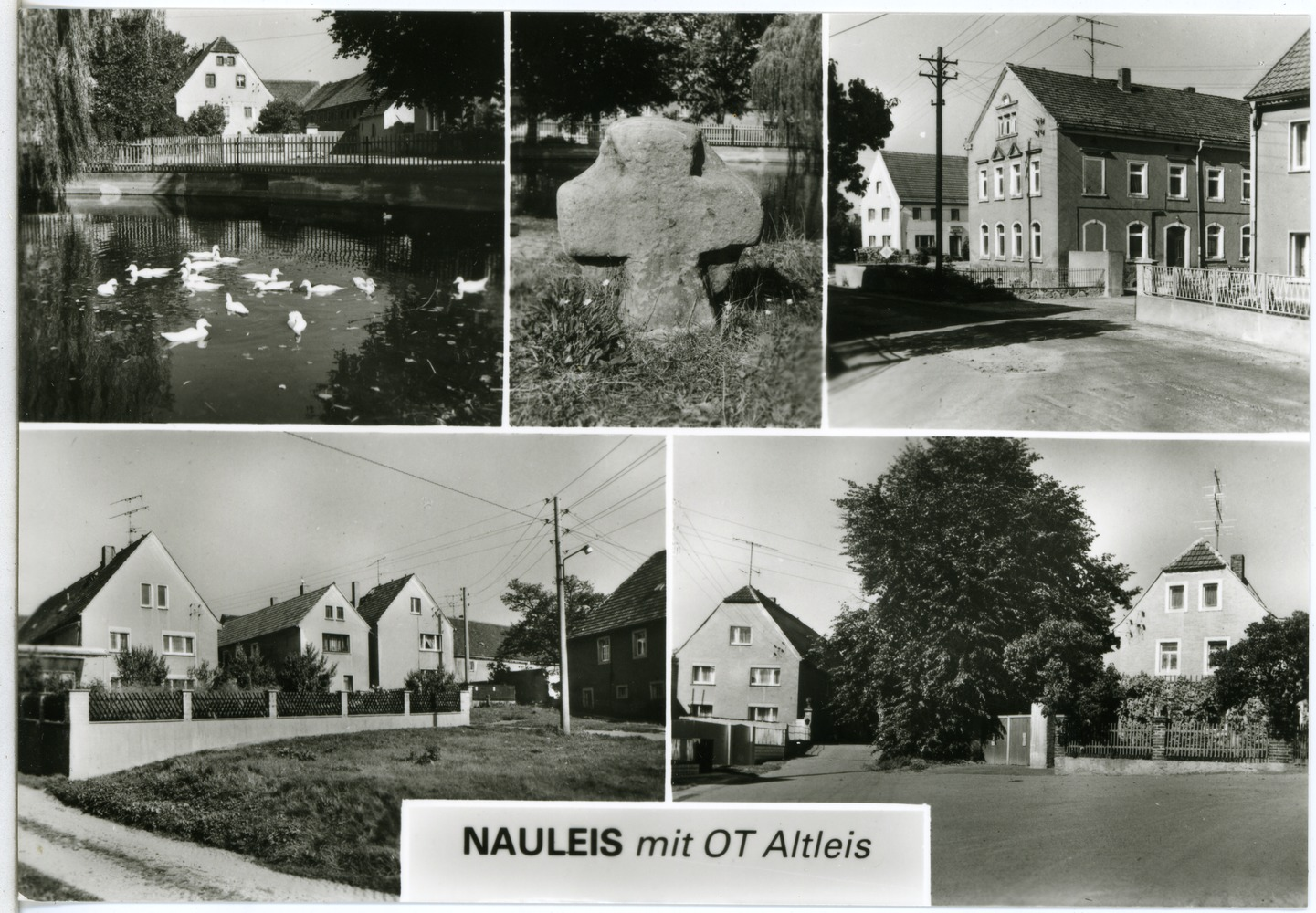
Nauleis und Altleis auf einer Ansichtskarte des Meißner Kunstverlags Brück & Sohn (1988).

Erste Spuren menschlicher Besiedlung gibt es in Nauleis bereits aus der Bronzezeit. Bei Nauleis handelt es sich ursprünglich um ein Platzdorf mit Block- und Gewanneflur. Urkundlich erstmals erwähnt wurde der Ort im Jahre 1361 als Nova Lyz. Der Ortsname wird als Siedlung auf gerodetem Boden gedeutet. Weitere Formen des Ortsnamens waren im Laufe der Zeit: Nuwelyz (1384), Nuwelissow (1406), Naweleyß (1501), Nawgeleyß (1516), Nawleßigen (1535), Nauleis (1551), Nauleiß (1791), Neu Leiß (1791) und Nauleis beziehungsweise Neuleis im Jahre 1908.
Ursprünglich gehörte Nauleis zum Magdalenenklosters in Großenhain. Die Größe des Ortes wurde im Jahre 1406 mit 15 Hufen angegeben. Zu jener Zeit gehörte er allerdings zur Pflege Hayn und wurde von dort aus auch verwaltet. Nach der Reformation befand es sich zwischen den Jahren 1553 bis 1583 eine Zeitlang im Besitz des Adelsgeschlechtes der von Kommerstadt, wurde dann aber bald wieder Amtsdorf von Großenhain. Kirchlich ist der Ort seit jeher nach Lenz eingepfarrt.
Am 1. Juli 1950 wurde das benachbarte Altleis nach Nauleis eingemeindet. Am 1. Januar 1994 wurde Nauleis gemeinsam mit Altleis in die Gemeinde Lenz eingemeindet, welche am 1. Januar 1999 in der Gemeinde Priestewitz aufging.

## Kultur und Sehenswürdigkeiten
In der örtlichen Denkmalliste sind mehrere historische Denkmäler und Gebäude verzeichnet. Unter Denkmalschutz steht hier unter anderem mehrere Gebäude im Ortszentrum an der „Straße am Rundling“, die überwiegend aus dem 19. Jahrhundert stammen. Weiters gelten im Ort ein ebenfalls aus dem 19. Jahrhundert stammender historischer Wegestein, ein Sühnekreuz und ein Gefallenendenkmal für die gefallenen Dorfbewohner des Ersten Weltkrieges als Baudenkmäler.
Östlich des Ortes ist die etwa 51 Hektar umfassende Talsperre Nauleis zu finden, welche einen Stauraum von 1,27 Millionen Kubikmetern aufweist. Diese wurde erst in den Jahren von 1988 bis 1991 nordwestlich des Ortes errichtet und war ursprünglich für die Brauchwasserversorgung der Landwirtschaft (Bewässerung) angedacht. Heute dient sie vorrangig dem Hochwasserschutz, der Fischerei und der Abflussregulierung durch Niedrigwasseraufhöhung.
Zu den aktiven Vereinen im Ort zählt der örtliche Jugendclub.

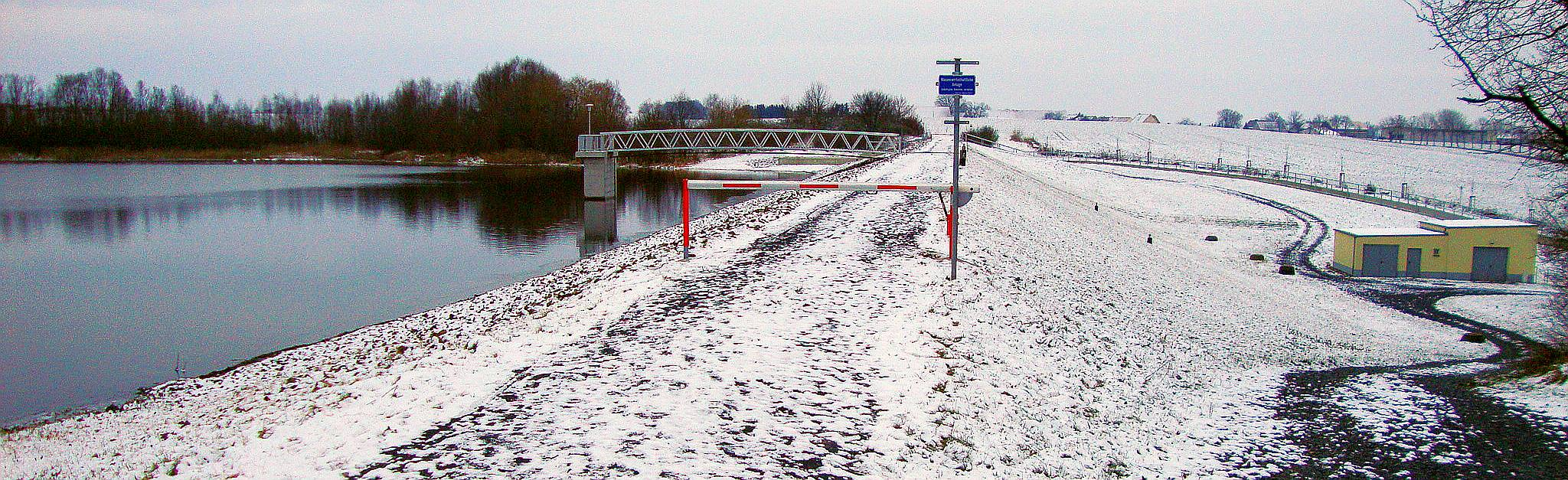
Talsperre Nauleis

## Persönlichkeiten
- Max von der Esch (1853–1935), preußischer Generalleutnant